# 孟良河遗址
孟良河遗址，位于中国河北省保定市城西北二里孟良河南岸，为保定市曲阳县的一个省级文物保护单位，类型为古遗址，公布时间为1982年7月23日。
孟良河遗址的历史年代为商、周。遗址分为南北两区，南区东西长300米，南北宽250米；北区东西长200米，南北宽40米，总面积1.4万平方米。断崖上暴露有烧土层、夯土层和灰坑等遗迹，文化层厚约2米。出土器物以陶器为多，其中器形以鬲居多，其次有罐、陶盆、陶壶等。鬲有商、周文化两种风格，纹饰以绳纹为主。
1982年7月，孟良河遗址被列为河北省文物保护单位。